# Habenaria marginata
Habenaria marginata là một loài thực vật có hoa trong họ Lan. Loài này được Colebr. mô tả khoa học đầu tiên năm 1824.

## Hình ảnh

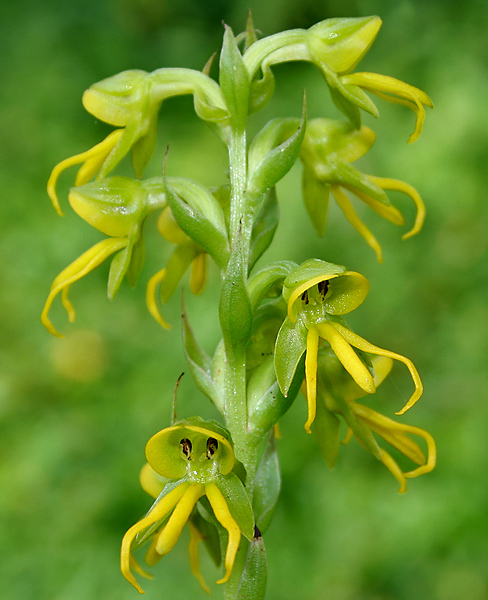
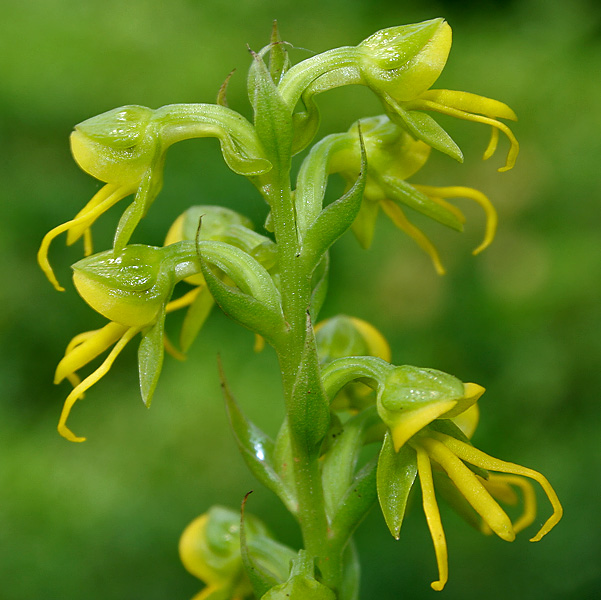
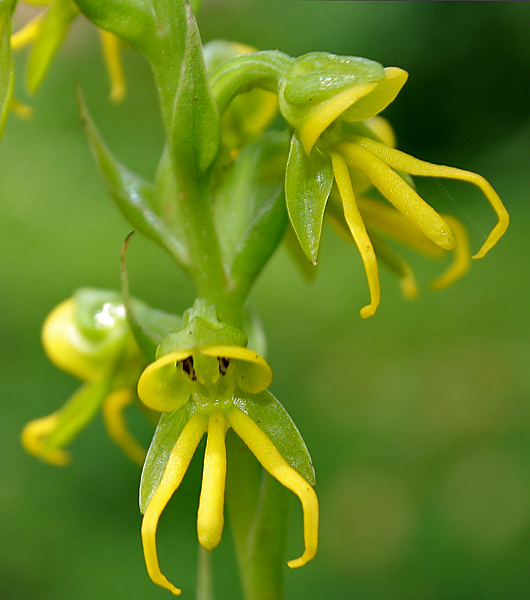
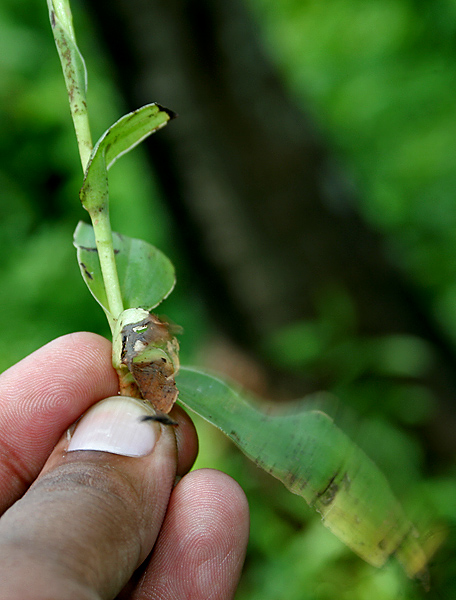